# في ظل النخيل
في ظل النخيل (2005) هو فيلم وثائقي من إنتاج وإخراج المخرج الأسترالي واين كولز جانيس. تم تصوير هذا الفيلم في العراق قبل وأثناء وبعد سقوط صدام حسين بعد غزو العراق عام 2003 بقيادة الولايات المتحدة. وهو فيلم باللغة العربية، يوثق التغيرات في المجتمع العراقي وحياة العراقيين العاديين من خلال التركيز على مجموعة مختارة من الأفراد.

## ملخص
يوثق فيلم "في ظلال النخيل" كيف كانت حياة المجتمع والشعب الذين يعيشون في ظل نظام صدام بعد 12 عامًا من العقوبات الأمريكية. ويتابع الفيلم عددًا من الأفراد أثناء استعدادهم للحرب التي يشنها التحالف ضدهم، ويستمرون في سرد قصصهم أثناء القصف. وقد رصد الفيلم بأم أعيننا الآثار المدمرة التي خلفتها حملة القصف المكثفة على حياة المدنيين. يقدم الفيلم الوثائقي للمشاهد نظرة حميمة مبنية على الشخصية في المجتمع العراقي. وقد فاز بالعديد من الجوائز وتم عرضه في المهرجانات الدولية.
أمضى المخرج كولز جانيس عدة أشهر في بغداد أثناء تصوير الفيلم، ثم عاد لمزيد من العمل بعد تشكيل الحكومة العراقية الجديدة.

## إنتاج
ذهب كولز جانيس إلى بغداد بالعراق في مارس 2003، قبل الحرب، وظل هناك لعدة أسابيع أثناء القصف والغزو الذي شنته قوات الحلفاء. عاد في نوفمبر 2003 لمدة ثلاثة أشهر لمعرفة أحوال الناس بعد الاحتلال الأولي. لقد تم إيقافه واعتقاله بشكل متكرر، لكنه استمر في اكتساب الحرية والقدرة على التحرك.

## استقبال

### جوائز المهرجان
- جائزة الجمهور - مهرجان ياماغاتا الدولي للأفلام الوثائقية [4]
- جائزة شرفية - مهرجان بانكوك السينمائي الدولي
- جائزة Glenfiddich Independent Spirit - Inside Film Awards [5]
- ترشيح أفضل فيلم وثائقي - جوائز ليكسوس إنسايد السينمائية
- أفضل فيلم وثائقي - مهرجان أنكوراج السينمائي الدولي
- أفضل فيلم وثائقي – مهرجان أتلانتا الدولي للأفلام الوثائقية
- جائزة خاصة - مهرجان سينما الهند الدولي للأفلام السينمائية/مهرجان السينما الهندية للأفلام السينمائية (مارس 2007)
- أفضل فيلم وثائقي - مهرجان المكسيك السينمائي الدولي 2007

### الاختيار الرسمي والدعوات
- Yamagata International Documentary Film Festival 2005 (7–13 October 2005) [6]
- 18th Singapore International Film Festival (14–30 April 2005)[7]
- 20th International Munich Documentary Film Festival (6–14 May 2005)[8]
- 7th Amnesty International Film Festival Amsterdam (9–13 March 2005)[9]
- Commonwealth Film Festival – England (May 2005)
- National Museum of Photography, Film & Television (4–19 March 2005)
- Revelation - Perth International Film Festival (July 2005)
- Arab Film Festival – Rotterdam (1–5 June 2005) [وصلة مكسورة]
- CinÈ Droit Libre Festival - Burkina Faso [وصلة مكسورة]
- Lucania Film Festival – Italy (August 2005)
- Bonner Kinemathek Festival – "New Orient" Film Festival - Germany (July 2005)
- Brooklyn International Film Festival (2–11 June 2006)
- New Zealand International Film Festival (September–October 2005)
- International Film Festival of India (October–November 2005)
- AMAL Arab Film Festival – Spain (October 2005)
- Cinemanila – Philippines (12–25 October 2005)
- Bonner Kinmathetik – Germany (November 2005)
- Artechock Film Festival Screening (November 2005)
- Chennai International Film Festival - India (December 2005)
- Fajr International Film Festival – Iran
- Tiburon International Film Festival
- Bangkok International Film Festival
- Thessaloniki Documentary Festival (March 2006)
- London Australian Film Festival (2–12 March 2006)
- ZagrebDox International Film Festival – Croatia (21–26 February 2005) [وصلة مكسورة]
- International relations film festival - Wellesley College، Boston, Massachusetts
- Ankara International Film Festival (16–26 March 2006)
- It's All True Film Festival – Brazil (25 March-2 April 2006)
- DocuFest – Atlanta International Documentary Film Festival (25–29 August 2005)
- Winnipeg International Film Festival – Canada (8–11 June 2006)
- Anchorage Film Festival – Alaska (1–10 December 2006)
- Rio de Janeiro International Film Festival (21 September- 5 October 2006)
- Rhode Island International Film Festival (8–13 August 2006)
- Kansas International Film Festival
- Australian International Film Festival
- Hot Springs International Film Festival
- Istanbul International Documentary Film Festival
- International Festival of Audiovisual programs
- Bogotá Film Festival - Colombia
- Cine India International Film Festival/Indian Cine Film Festival (March 2007)
- Hyderabad International Film Festival (March 2007)
- Mexico International Film Festival 2007

## روابط خارجية
- في ظل النخيل  في قاعدة بيانات الأفلام على الإنترنت (بالإنجليزية)
- In the Shadow of the Palms, Feature on iTunes. This is a link to UK. Available in most Countries
- ipso-facto Productions